# Estádio Teotônio Vilela
Estádio Teotônio Vilela – stadion piłkarski, w Viçosa, Alagoas, Brazylia, na którym swoje mecze rozgrywa klub Comercial Futebol Clube (Alagoas).